# Dobrica
Dobrica (en serbe cyrillique : Добрица ; en hongrois : Kevedobra) est une localité de Serbie située dans la province autonome de Voïvodine. Elle fait partie de la municipalité d'Alibunar dans le district du Banat méridional. Au recensement de 2011, elle comptait 1 059 habitants.
Dobrica est officiellement classée parmi les villages de Serbie.

## Démographie

### Évolution historique de la population
| 1948  | 1953  | 1961  | 1971  | 1981  | 1991  | 2002  | 2011  |
| ----- | ----- | ----- | ----- | ----- | ----- | ----- | ----- |
| 2 666 | 2 632 | 2 617 | 2 376 | 2 006 | 1 621 | 1 344 | 1 059 |

|  |